# Domingo Camino
Domingo Camino Sigüer (Santiago de Compostela, 1827 — La Coruña, 1879) fue un periodista y poeta español.

## Biografía
Hermano menor de Antonio y Alberto Camino, cursó estudios de jurisprudencia aunque no terminó la carrera de Derecho. Fue ayudante en el presidio correccional de La Coruña y después archivero-bibliotecario en la Diputación coruñesa. Miembro del movimiento cultural compostelano y, en especial, del Liceo de la Juventud, colaboró en publicaciones de la prensa gallega como Diario de la Coruña (1853) o Galicia: revista universal de este reino y fue director de La Ilustración de La Coruña. La primera composición poética en gallego que se le conoce es Virxe garrida, recogida en Canciones al nacimiento de Nuestro Señor Jesucristo y degollación de los inocentes en el Hospicio de Santiago (1849). Escribió también poesías como O rogo do namorado, además de otras obras como Os lamentos! (1861), Amor sin esperanza (1864) y la muñeira A constansia (1868).